# Julien Ernest Allard
Pour les articles homonymes, voir Allard.
Julien dit Ernest Allard (Nismes, 9 juillet 1912 - Charleroi, 9 janvier 1999) est une personnalité politique belge. Il a été bourgmestre de Nismes, membre de la Chambre des représentants et sénateur en Belgique.

## Biographie
Ernest Allard est issu d'une famille originaire de Nismes depuis plusieurs générations. Ses ancêtres directs étaient actifs notamment comme cordonniers ou sabotiers. Il est le fils d'Amand Allard (1879-1950) et d'Alice Jacmart (1885-1960). Il est lui-même marié avec Irène Garin et ils ont eu ensemble quatre fils.
Ernest Allard est devenu bourgmestre de Nismes en février 1947 et a été élu conseiller provincial à la Province de Namur (1946-1958) puis député provincial (1950-1954).
Il redevient bourgmestre en 1958, poste qu'il occupera jusqu'à la fusion, en janvier 1977, de la commune de Nismes avec d'autres communes pour former la nouvelle entité de Viroinval.
Membre du Parti Social Chrétien, il est élu à la Chambre des représentants et y devient donc député pour l'arrondissement Dinant-Philippeville (1958-1968). Il sera aussi sénateur provincial (1968-1971) puis sénateur coopté jusqu'en 1974.